# 黒川文男

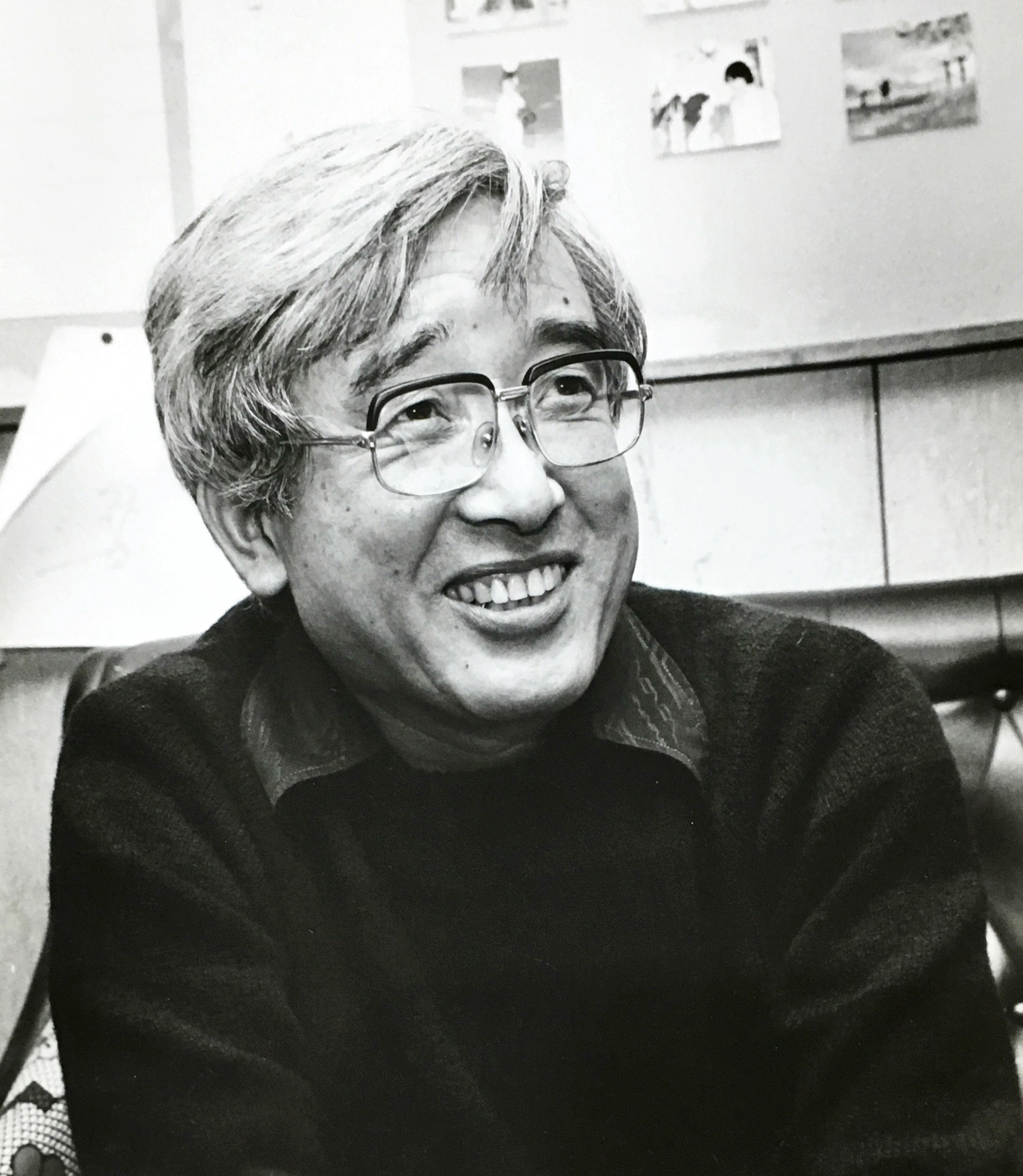
黒川文男

黒川 文男（くろかわ ふみお、1932年10月20日 -2024年4月10日）は、日本のアニメ監督。
助監督として松竹その他テレビの仕事をする。1969年東京ムービー「アタックNo.1」を元新東宝で上村貞夫の元にいた岡部英二と話数交代で演出しアニメに転じる。当時東京ムービーには監督制度がなかった。バンパイヤのアニメ部分にもかかわっている。
代表作は、『愛の若草物語』、『小公女セーラ』、『科学忍者隊ガッチャマン』、『アタックNo.1』など。

## フィルモグラフィー
| 作品名                                                   | 内容                          | 内容                                          |
| 週刊ストーリーランド (1999～)<TV>                        |                               | 演出/コンテ1                                  |
| アヒルのペックルのアラジンと魔法のランプ (1993)<OV>      |                               | 監督                                          |
| 冒険者 (1992)<TV>                                        |                               | /監督                                         |
| 冒険者 (1992)<TV>                                        | 1                             | 船出 演出／絵コンテ                           |
| 冒険者 (1992)<TV>                                        | 3                             | ジョバンニのナイフ 絵コンテ／演出             |
| 冒険者 (1992)<TV>                                        | 3                             | リスボンへ 演出／絵コンテ                     |
| 冒険者 (1992)<TV>                                        | 8                             | 地の果てのナゾ 演出                           |
| 冒険者 (1992)<TV>                                        | 26                            | エピローグ 演出                               |
| 燃えろ!トップストライカー （1991年）<TV>                 |                               | 強攻突破! それぞれのライバル 絵コンテ         |
| ジャングルブック・少年モーグリ （1989年）<TV>            |                               | 監督                                          |
| ピーターパンの冒険 （1989年）<TV>                        |                               | 絵コンテ/                                     |
| ピーターパンの冒険 （1989年）<TV>                        | 12                            | 海賊も逃げる？マイケルの怖い話！ 絵コンテ     |
| ピーターパンの冒険 （1989年）<TV>                        | 15                            | フックを裏切れ！海賊をやめたチェッコ 絵コンテ |
| 宇宙皇子 （1989年）                                      |                               | アニメーションディレクター                    |
| 宇宙皇子 （1989年）                                      |                               |                                               |
| 新グリム名作劇場 （1988年）<TV>                          |                               | 絵コンテ//演出                                |
| 新グリム名作劇場 （1988年）<TV>                          |                               |                                               |
| 新グリム名作劇場 （1988年）<TV>                          | キャベツろば 演出／絵コンテ   |                                               |
| 新グリム名作劇場 （1988年）<TV>                          | 狼と狐 演出／絵コンテ         |                                               |
| 新グリム名作劇場 （1988年）<TV>                          | 姉と弟 絵コンテ／演出         |                                               |
| 新グリム名作劇場 （1988年）<TV>                          | 熊の皮をきた男 演出           |                                               |
| 新グリム名作劇場 （1988年）<TV>                          | みそさざいと熊 演出／絵コンテ |                                               |
| アニメ80日間世界一周 （1987年）<TV>                      |                               | 監督                                          |
| 愛の若草物語 （1987年）<TV>                              | 1                             | パパが帰って来た!! 演出                       |
| 愛の若草物語 （1987年）<TV>                              | 2                             | ミルキー・アンを拾った 絵コンテ／演出         |
| 愛の若草物語 （1987年）<TV>                              | 3                             | あぶない!早く逃げて!! 絵コンテ／演出          |
| 愛の若草物語 （1987年）<TV>                              | 4                             | 戦争がはじまる! 演出                          |
| 愛の若草物語 （1987年）<TV>                              | 5                             | 町が燃えてしまう! 演出                        |
| 愛の若草物語 （1987年）<TV>                              | 6                             | さよなら ふるさと! 演出                       |
| 愛の若草物語 （1987年）<TV>                              | 7                             | おば様はいじわる! 演出                        |
| 愛の若草物語 （1987年）<TV>                              | 8                             | お家を貸して下さい! 演出                      |
| 愛の若草物語 （1987年）<TV>                              | 9                             | 怒りん坊のジョオ! 演出                        |
| 愛の若草物語 （1987年）<TV>                              | 10                            | ほめられて けなされて 演出                    |
| 愛の若草物語 （1987年）<TV>                              | 11                            | マーサおば様はお気の毒! 演出                  |
| 愛の若草物語 （1987年）<TV>                              | 12                            | 雷なんて大嫌い! 演出                          |
| 愛の若草物語 （1987年）<TV>                              | 13                            | 私たちの変な家 演出                           |
| 愛の若草物語 （1987年）<TV>                              | 14                            | エイミーと悪い友だち 演出                     |
| 愛の若草物語 （1987年）<TV>                              | 15                            | お隣からのぞく不思議な少年! 演出              |
| 愛の若草物語 （1987年）<TV>                              | 16                            | ひどい!メグは泥棒なんかじゃない!! 演出        |
| 愛の若草物語 （1987年）<TV>                              | 17                            | ジョオとリンカーン大統領の演説! 演出          |
| 愛の若草物語 （1987年）<TV>                              | 18                            | メグとジョオ舞踏会にデビュー!? 演出           |
| 愛の若草物語 （1987年）<TV>                              | 19                            | おこげドレスと素敵な紳士 演出                 |
| 愛の若草物語 （1987年）<TV>                              | 20                            | ジョオのお見舞いは元気いっぱい! 演出          |
| 愛の若草物語 （1987年）<TV>                              | 21                            | 発表!はりきりジョオの自信作 演出              |
| 愛の若草物語 （1987年）<TV>                              | 22                            | おなかのすいたクリスマス 演出                 |
| 愛の若草物語 （1987年）<TV>                              | 23                            | ベス!思いがけない贈物に大喜び!! 演出          |
| 愛の若草物語 （1987年）<TV>                              | 24                            | メグの小さな恋のはじまり? 演出                |
| 愛の若草物語 （1987年）<TV>                              | 25                            | 小説家ジョオの2ドルの傑作! 演出               |
| 愛の若草物語 （1987年）<TV>                              | 26                            | 怖がりベスとお隣の老紳士 演出                 |
| 愛の若草物語 （1987年）<TV>                              | 27                            | 学校でお仕置されたエイミー! 演出              |
| 愛の若草物語 （1987年）<TV>                              | 28                            | エイミー!なんてことするの! 演出               |
| 愛の若草物語 （1987年）<TV>                              | 29                            | 死なないで!エイミーが川に落ちた! 演出         |
| 愛の若草物語 （1987年）<TV>                              | 30                            | ゴメンねと言えたらいいのに! 演出              |
| 愛の若草物語 （1987年）<TV>                              | 31                            | メグはきせかえ人形じゃない! 演出              |
| 愛の若草物語 （1987年）<TV>                              | 32                            | 困ったマーサおばさんの性格 演出               |
| 愛の若草物語 （1987年）<TV>                              | 33                            | 楽しい楽しい野外パーティだ! 演出              |
| 愛の若草物語 （1987年）<TV>                              | 34                            | エイミーは悪い夢を見た! 演出                  |
| 愛の若草物語 （1987年）<TV>                              | 35                            | メグ、それはやっぱり恋なのよ!! 演出           |
| 愛の若草物語 （1987年）<TV>                              | 36                            | ジョオの小説が新聞にのった! 演出              |
| 愛の若草物語 （1987年）<TV>                              | 37                            | チチキトク…ジョオが髪を売った! 演出           |
| 愛の若草物語 （1987年）<TV>                              | 38                            | 悪い知らせの電報がきた! 演出                  |
| 愛の若草物語 （1987年）<TV>                              | 39                            | みんなが書いた手紙、手紙、手紙 演出           |
| 愛の若草物語 （1987年）<TV>                              | 40                            | ベスが猩紅熱にかかった! 演出                  |
| 愛の若草物語 （1987年）<TV>                              | 41                            | お母さま早く帰ってきて! 演出                  |
| 愛の若草物語 （1987年）<TV>                              | 42                            | 神様、どうかベスを助けて! 演出                |
| 愛の若草物語 （1987年）<TV>                              | 43                            | 大都会ニューヨークへ行こう!ジョオ 演出        |
| 愛の若草物語 （1987年）<TV>                              | 44                            | ニセ手紙事件・犯人は誰か? 演出                |
| 愛の若草物語 （1987年）<TV>                              | 45                            | おじいさまがローリーをなぐった! 演出          |
| 愛の若草物語 （1987年）<TV>                              | 46                            | 思いがけないクリスマスプレゼント 演出         |
| 愛の若草物語 （1987年）<TV>                              | 47                            | さよなら!アンソニー 演出                      |
| 愛の若草物語 （1987年）<TV>                              | 48                            | 春!それぞれの旅立ち 絵コンテ／演出            |
| 青春アニメ全集 （1986年）<TV>                            |                               | 総監督                                        |
| 愛少女ポリアンナ物語 （1986年）<TV>                      |                               |                                               |
| 8                                                        | 不思議な紳士 絵コンテ         |                                               |
| 小公女セーラ （1985年）<TV>                              |                               | 絵コンテ/演出/                                |
| 小公女セーラ （1985年）<TV>                              | 9                             | インドからの手紙 コンテ                       |
| 小公女セーラ （1985年）<TV>                              | 17                            | 小さな友メルの家族 コンテ                     |
| 小公女セーラ （1985年）<TV>                              | 19                            | インドからの叫び声 コンテ                     |
| 小公女セーラ （1985年）<TV>                              | 24                            | エミリーの運命 コンテ                         |
| 小公女セーラ （1985年）<TV>                              | 25                            | 一日だけのシンデレラ コンテ                   |
| ふしぎなコアラブリンキー （1984年）<TV>                  |                               | 異空間の国 絵コンテ                           |
| リトル・エル・シドの冒険 （1984年）<TV>                  |                               | 脚本/監督                                     |
| まんがイソップ物語 （1983年）<TV>                        |                               | 絵コンテ                                      |
| アルプス物語 わたしのアンネット （1983年）<TV>           |                               | 絵コンテ/                                     |
| アルプス物語 わたしのアンネット （1983年）<TV>           | 2                             | ソリ競争の日に 絵コンテ                       |
| アルプス物語 わたしのアンネット （1983年）<TV>           | 4                             | お母さんになったアンネット 絵コンテ           |
| ゲームセンターあらし （1982年）<TV>                      | 5                             | 恐怖の誕生パーティー コンテ                   |
| ワンワン三銃士 （1981年）<TV>                            |                               | /絵コンテ                                     |
|                                                          |                               | アトスのニセ伯爵 コンテ                       |
| フーセンのドラ太郎 （1981年）<TV>                        |                               | 絵コンテ                                      |
| 愛の学校クオレ物語 （1981年）<TV>                        |                               | 絵コンテ                                      |
| 家族ロビンソン漂流記 ふしぎな島のフローネ （1981年）<TV> | 14                            | 貝殻の歌がきこえる 絵コンテ                   |
| 家族ロビンソン漂流記 ふしぎな島のフローネ （1981年）<TV> | 16                            | 我家の日課 絵コンテ                           |
| 家族ロビンソン漂流記 ふしぎな島のフローネ （1981年）<TV> | 22                            | ジャックはコレクター 絵コンテ                 |
| 家族ロビンソン漂流記 ふしぎな島のフローネ （1981年）<TV> | 24                            | フローネの家出 絵コンテ                       |
| 家族ロビンソン漂流記 ふしぎな島のフローネ （1981年）<TV> | 27                            | 無人島の音楽会 絵コンテ                       |
| シートン動物記 りすのバナー （1979年）<TV>               |                               | 絵コンテ                                      |
| 女王陛下のプティアンジェ （1977 - 1978年）<TV>           |                               | 演出                                          |
| 野球狂の詩 （1977年）<TV>                                |                               | 演出/絵コンテ                                 |
| あしたへアタック! （1977年）<TV>                         |                               | 絵コンテ/演出                                 |
| リトル・ルルとちっちゃい仲間 （1976年）<TV>              |                               | 絵コンテ/演出                                 |
| 科学忍者隊ガッチャマン (1972 - 1974年）<TV>              |                               | 謎の赤い砂 演出                               |
| 科学忍者隊ガッチャマン (1972 - 1974年）<TV>              | 無敵マシン メカニカ 演出      |                                               |
| 科学忍者隊ガッチャマン (1972 - 1974年）<TV>              | 地獄のスピード・レース 演出   |                                               |
| 科学忍者隊ガッチャマン (1972 - 1974年）<TV>              | 地獄の帝王マグマ巨人 演出     |                                               |
| 科学忍者隊ガッチャマン (1972 - 1974年）<TV>              | 悪に消えたロマンス 演出       |                                               |
| 科学忍者隊ガッチャマン (1972 - 1974年）<TV>              | 悪魔のエアー・ライン 演出     |                                               |
| 科学忍者隊ガッチャマン (1972 - 1974年）<TV>              | 決死のミニ潜水艦 演出         |                                               |
| 科学忍者隊ガッチャマン (1972 - 1974年）<TV>              | 怪獣メカ工場の秘密 演出       |                                               |
| 科学忍者隊ガッチャマン (1972 - 1974年）<TV>              | 悪魔のファッションショー 演出 |                                               |
| 科学忍者隊ガッチャマン (1972 - 1974年）<TV>              | 大群!ミニ鉄獣の襲来 演出      |                                               |
| 樫の木モック （1972年）<TV>                              |                               | /演出                                         |
| 樫の木モック （1972年）<TV>                              | ぼくの心にすむ悪魔（後） 演出 |                                               |
| 樫の木モック （1972年）<TV>                              | ぼくはもうだまされない 演出   |                                               |
| 樫の木モック （1972年）<TV>                              | ぼくの樫の木はのこった 演出   |                                               |
| 樫の木モック （1972年）<TV>                              | 教えてよ、サル先生 演出       |                                               |
| 樫の木モック （1972年）<TV>                              | ぼくの希望が飛んでゆく 演出   |                                               |
| 樫の木モック （1972年）<TV>                              | カナシミ博士さようなら 演出   |                                               |
| 樫の木モック （1972年）<TV>                              | おじいちゃん死なないで 演出   |                                               |
| 樫の木モック （1972年）<TV>                              | オモチャだっておこるさ 演出   |                                               |
| 樫の木モック （1972年）<TV>                              | ぼくは神の子モックだ！ 演出   |                                               |
| 樫の木モック （1972年）<TV>                              | ぼくの魔法は勇気と知恵だ 演出 |                                               |
| 樫の木モック （1972年）<TV>                              | 立ちあがれ大木魔神 演出       |                                               |
| 樫の木モック （1972年）<TV>                              | 雪女よ静かに眠れ 演出         |                                               |
| 樫の木モック （1972年）<TV>                              | 地獄島は死んでいる 演出       |                                               |
| アニメンタリー 決断 （1971年）<TV>                       |                               | 演出                                          |
| アタックNo.1 涙の不死鳥 （1971年）                       |                               | 演出                                          |
| アタックNo.1 涙の回転レシーブ （1970年）                 |                               | 演出                                          |
| アタックNo.1 （1970年）                                  |                               | 演出                                          |
| アタックNo.1 （1969 - 1971年）<TV>                       |                               | 演出                                          |